# Дубровно
Дубро́вно (біл. Дуброўна) — місто Вітебської області Білорусі. Адміністративний центр Дубровенського району.
Населення міста становить 8,9 тис. осіб (2006).

## Історія
З 1784 року тут діяла суконна мануфактура Потьомкіна. Коли в 1794 році він перевів її і шовкопанчішну фабрику до Катеринослава (Дніпра), то для роботи перевіз і кріпаків. Їх поселили в південному передмісті Катеринослава — Сурсько-Литовському, що дістало свою назву за місцевою річкою Мокра Сура і переселеними литвинами (тодішньою назвою білорусів).[джерело?]

## Відомі люди
- Липський Юрій Наумович — астроном
- Поляков Лазар Соломонович (1842—1914) — банкір, громадський діяч, меценат і філантроп
- Поляков Самуїл Соломонович (1837—1888) — залізничний концесіонер, державний діяч, громадський діяч і філантроп
- Поляков Яків Соломонович (1832—1909) — банкір, підприємець, громадський діяч і філантроп
- Анна Тумаркін (1875—1951) — швейцарський філософ, історик філософії, психолог; перша в Європі жінка — професор філософії.

| Білорусь | Це незавершена стаття з географії Білорусі. Ви можете допомогти проєкту, виправивши або дописавши її. |